# Lista de singles número um na Canadian Hot 100 em 2007
A seguir apresenta-se a lista das canções que atingiram a primeira posição no Canadá no ano de 2007. De Janeiro a Maio de 2007, o desempenho de canções era definido com base nos dados providenciados pelo serviço de mediação de vendas norte-americano Nielsen SoundScan, com a tabela musical sendo compilada às quartas-feiras e publicada pela Jam! Canoe no dia seguinte.

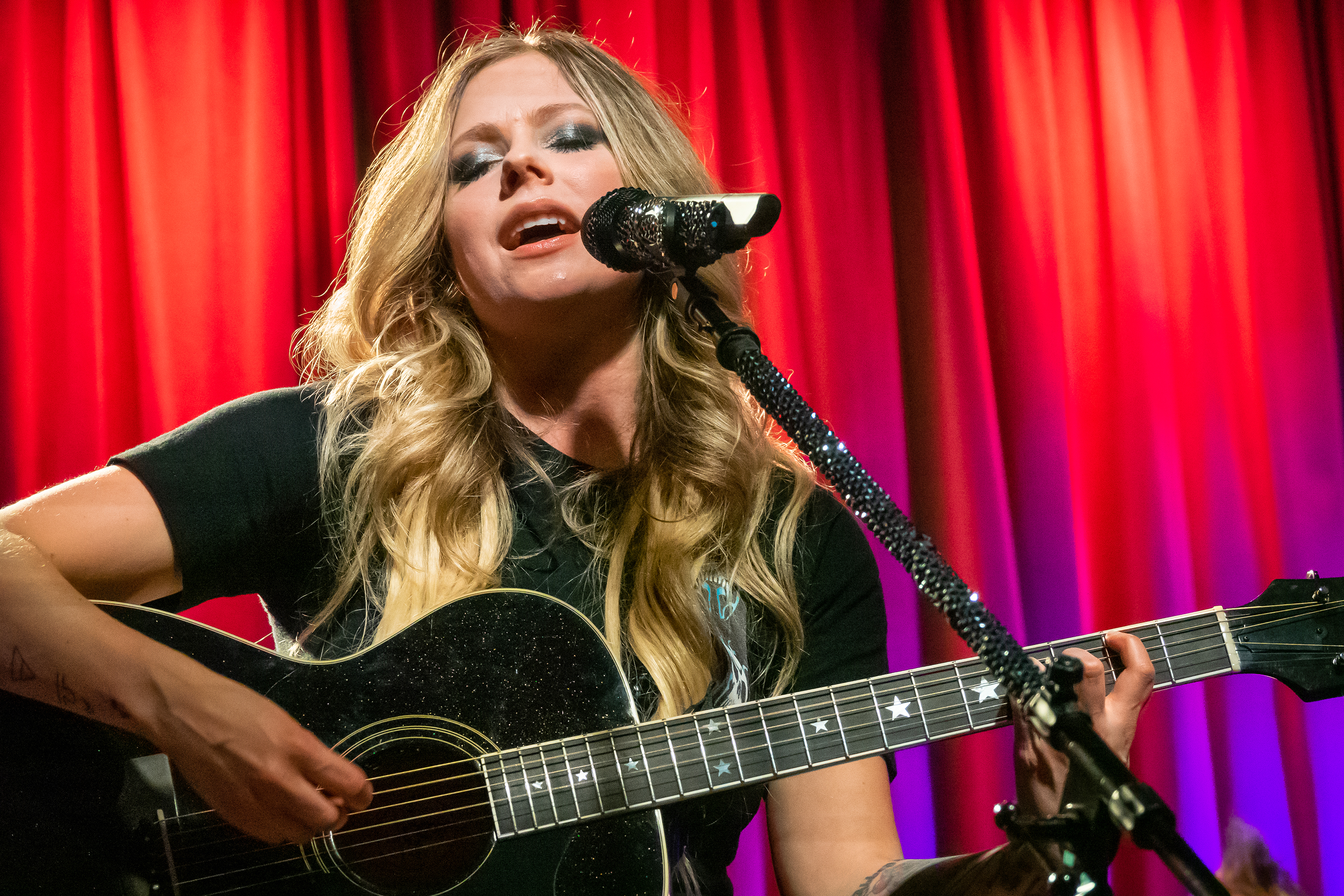
"Girlfriend", da cantora franco-canadiana Avril Lavigne, foi a primeira a alcançar a liderança, na qual permaneceu por quatro semanas consecutivas.

A 31 de Março, a revista musical norte-americana Billboard inaugurou a Canadian Hot 100, uma tabela musical específica para compilação do desempenho de canções no Canadá com base em cada venda física e digital semanal, bem como reprodução nas principais estações de rádio. A tabela musical de airplay do Canadá é compilada com informações colectadas da monitorização de mais de cem estações de rádio que tocam música dos géneros rock, county, adult contemporary e contemporary hit radio. Esta marcou a primeira vez que a revista inaugurava uma tabela Hot 100 para um outro país além dos Estados Unidos. A Canadian Hot 100 foi disponibilizada pela primeira vez ao público na página online da Billboard a 7 de Junho de 2007.
Em 2007, onze canções alcançaram o topo da tabela musical. "Girlfriend", da cantora franco-canadiana Avril Lavigne, foi a primeira a alcançar a liderança, na qual permaneceu por quatro semanas consecutivas. Tendo permanecido no primeiro posto por treze semanas consecutivas, a canção "Apologize", do produtor musical norte-americano Timbaland com participação da banda britânica OneRepublic, foi a canção que por mais tempo liderou a tabela. Além disso, foi o tema com o melhor desempenho de 2008, ano no qual liderou por mais quatro semanas. Outro tema que ocupou a primeira posição por um tempo longo foi "Umbrella", da cantora barbadiana Rihanna com participação do rapper norte-americano Jay-Z. Outro artista caribenho que conseguiu alcançar a liderança da tabela foi o jamaicano Sean Kingston com o tema "Beautiful Girls".
Lavigne e Nelly Furtado foram as únicas artistas canadianas a conseguirem alcançar o topo em 2007, enquanto Timbaland foi o único a posicionar mais de uma canção no primeiro posto, o que lhe rendeu ainda a maior quantidade de semanas no topo: cinco. Timbaland e o norte-americano Justin Timberlake foram os primeiros artistas masculinos a alcançar o número um da Canadian Hot 100, enquanto a norte-americana Maroon 5 foi a primeira banda. "Stronger", do norte-americano Kanye West, foi a primeira canção de hip hop a conseguir liderar da tabela.

## Histórico

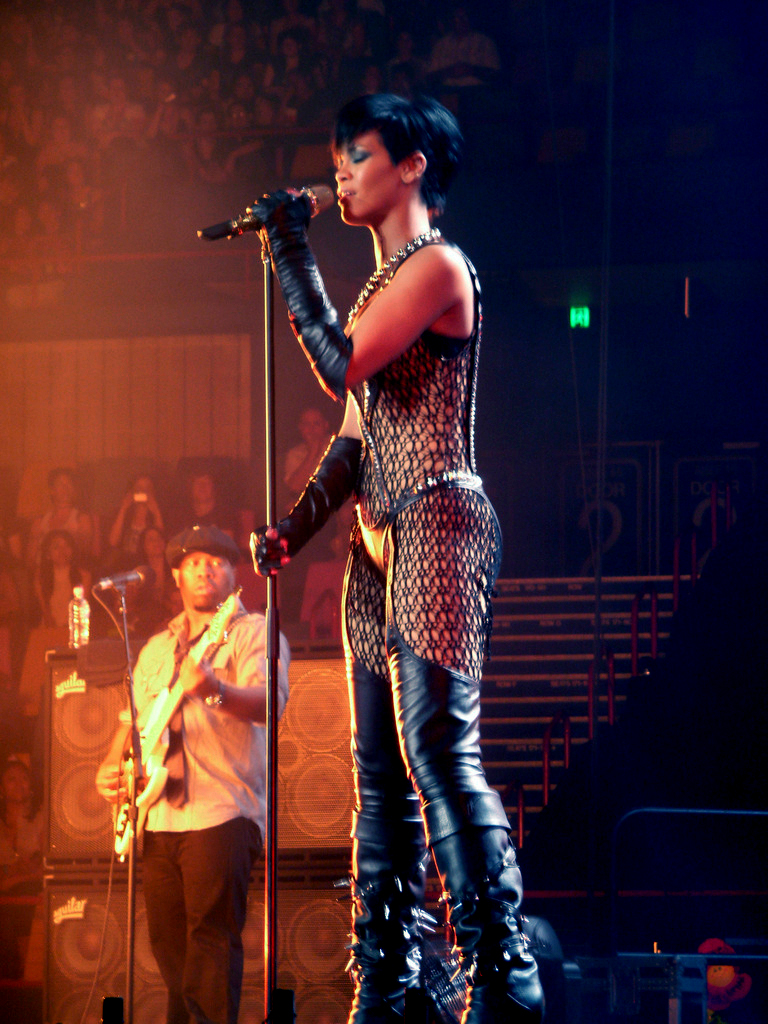
A canção "Umbrella", de Rihanna com participação de Jay-Z, foi o primeiro single a liderar a Canadian Hot 100, ocupando o número um durante quatro semanas consecutivas.

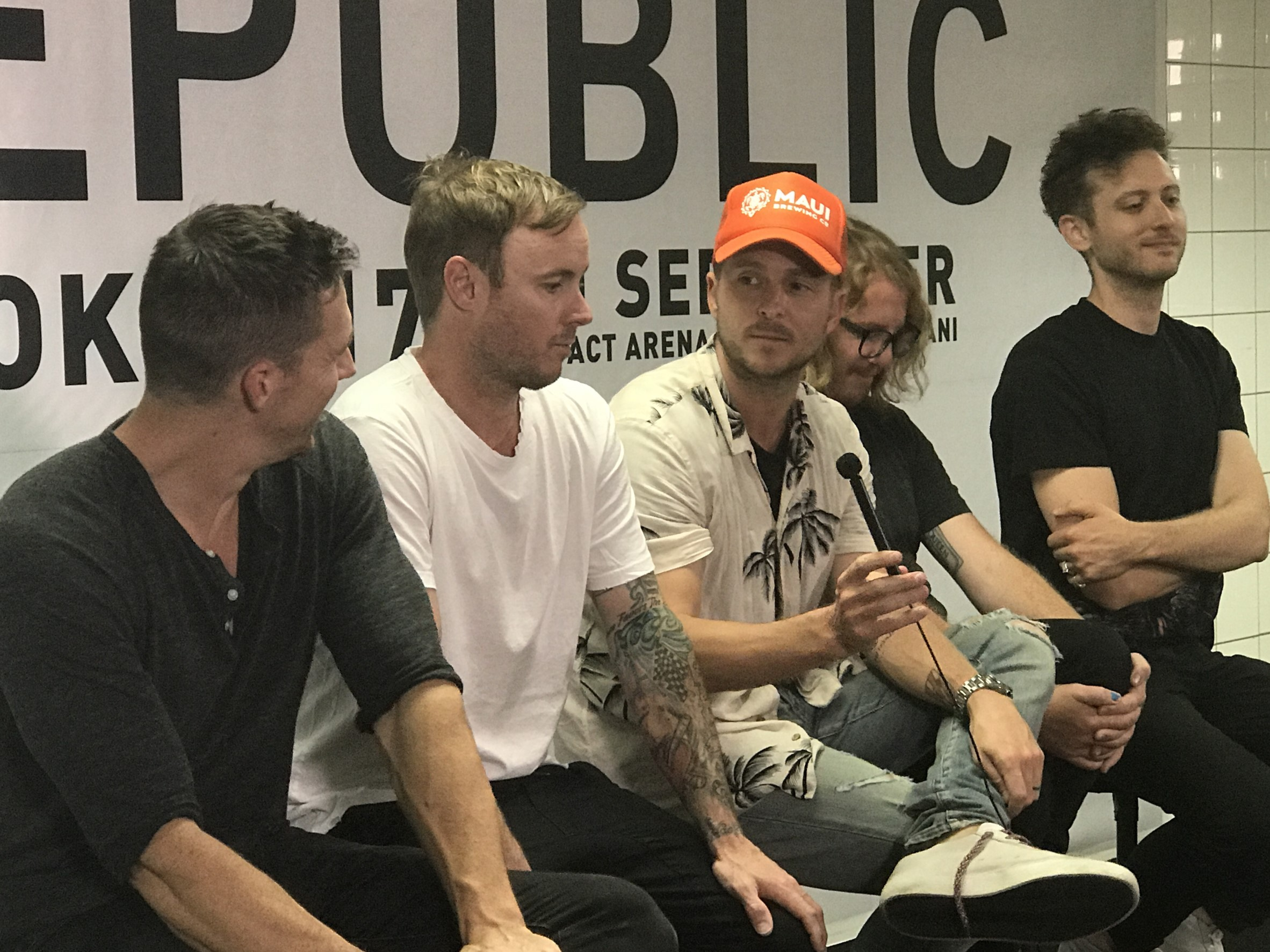
A canção "Apologize", de Timbaland com participação de OneRepublic (imagem), foi a canção que por mais tempo liderou a tabela.

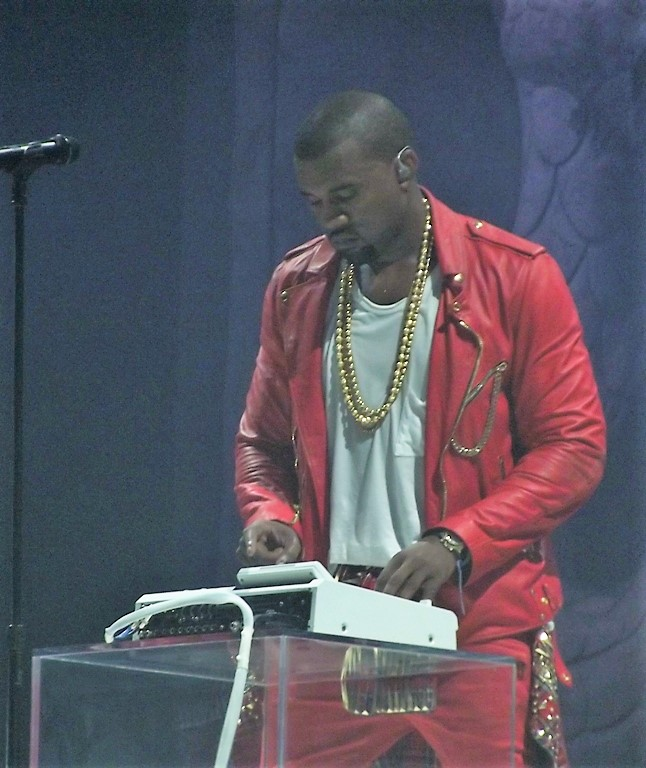
"Stronger" de Kanye West foi a primeira canção de hip hop a conseguir liderar da tabela.

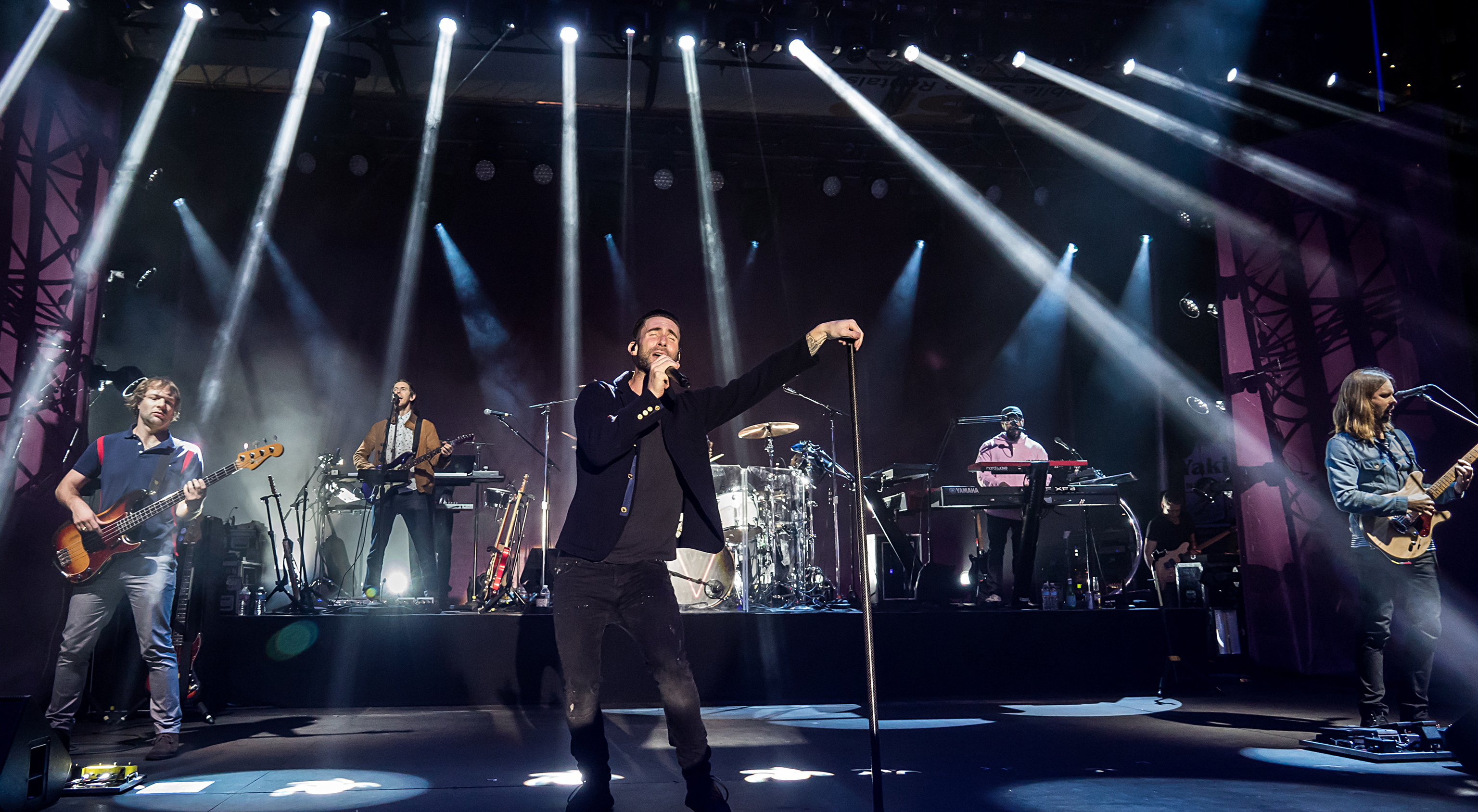
Maroon 5 foi a primeira banda a alcançar o número um da tabela.

| Canadá | Denota um artista nascido no Canadá. |

| Data           | Canção                | Artista(s)                                                      |
| -------------- | --------------------- | --------------------------------------------------------------- |
| 31 de Março    | "Girlfriend"          | Avril Lavigne                                                   |
| 7 de Abril     | "Girlfriend"          | Avril Lavigne                                                   |
| 14 de Abril    | "Girlfriend"          | Avril Lavigne                                                   |
| 21 de Abril    | "Girlfriend"          | Avril Lavigne                                                   |
| 28 de Abril    | "Give It to Me"       | Timbaland com participação de Nelly Furtado e Justin Timberlake |
| 5 de Maio      | "Give It to Me"       | Timbaland com participação de Nelly Furtado e Justin Timberlake |
| 12 de Maio     | "Makes Me Wonder"     | Maroon 5                                                        |
| 19 de Maio     | "Makes Me Wonder"     | Maroon 5                                                        |
| 26 de Maio     | "Makes Me Wonder"     | Maroon 5                                                        |
| 2 de Junho     | "Makes Me Wonder"     | Maroon 5                                                        |
| 9 de Junho     | "Umbrella"            | Rihanna com participação de Jay-Z                               |
| 16 de Junho    | "Umbrella"            | Rihanna com participação de Jay-Z                               |
| 23 de Junho    | "Umbrella"            | Rihanna com participação de Jay-Z                               |
| 30 de Junho    | "Umbrella"            | Rihanna com participação de Jay-Z                               |
| 7 de Julho     | "Umbrella"            | Rihanna com participação de Jay-Z                               |
| 14 de Julho    | "Big Girls Don't Cry" | Fergie                                                          |
| 21 de Julho    | "Big Girls Don't Cry" | Fergie                                                          |
| 28 de Julho    | "Big Girls Don't Cry" | Fergie                                                          |
| 4 de Agosto    | "Hey There Delilah"   | Plain White T's                                                 |
| 11 de Agosto   | "Beautiful Girls"     | Sean Kingston                                                   |
| 18 de Agosto   | "Beautiful Girls"     | Sean Kingston                                                   |
| 25 de Agosto   | "Hey There Delilah"   | Plain White T's                                                 |
| 1 de Setembro  | "Hey There Delilah"   | Plain White T's                                                 |
| 8 de Setembro  | "The Way I Are"       | Timbaland com participação de Keri Hilson                       |
| 15 de Setembro | "The Way I Are"       | Timbaland com participação de Keri Hilson                       |
| 22 de Setembro | "The Way I Are"       | Timbaland com participação de Keri Hilson                       |
| 29 de Setembro | "Stronger"            | Kanye West                                                      |
| 6 de Outubro   | "Stronger"            | Kanye West                                                      |
| 13 de Outubro  | "Gimme More"          | Britney Spears                                                  |
| 20 de Outubro  | "Gimme More"          | Britney Spears                                                  |
| 27 de Outubro  | "Stronger"            | Kanye West                                                      |
| 3 de Novembro  | "Apologize"           | Timbaland com participação de OneRepublic                       |
| 10 de Novembro | "Apologize"           | Timbaland com participação de OneRepublic                       |
| 17 de Novembro | "Apologize"           | Timbaland com participação de OneRepublic                       |
| 24 de Novembro | "Apologize"           | Timbaland com participação de OneRepublic                       |
| 1 de Dezembro  | "Apologize"           | Timbaland com participação de OneRepublic                       |
| 8 de Dezembro  | "Apologize"           | Timbaland com participação de OneRepublic                       |
| 15 de Dezembro | "Apologize"           | Timbaland com participação de OneRepublic                       |
| 22 de Dezembro | "Apologize"           | Timbaland com participação de OneRepublic                       |
| 29 de Dezembro | "Apologize"           | Timbaland com participação de OneRepublic                       |